# Flora de las Islas Feroe

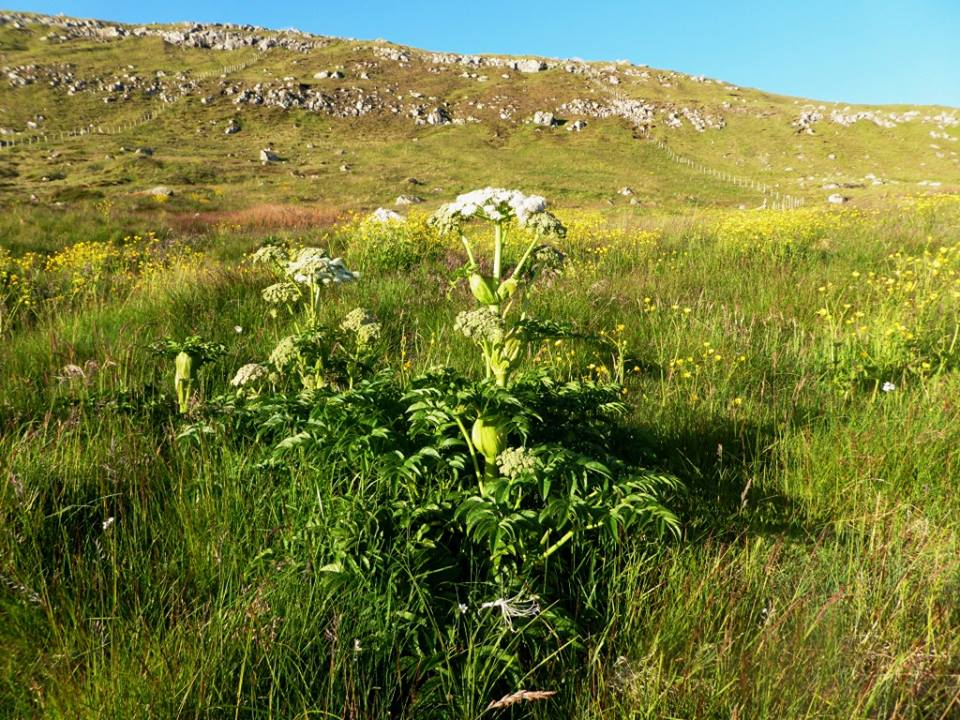
Outfield (hagi) cerca de Kirkjubøur, Islas Feroe. Angelica archangelica y Ranunculus.

La vegetación natural de las Islas Feroe consiste en alrededor de 400 diferentes especies de plantas. La vegetación natural de las islas Feroe está dominada por plantas árticas, hierbas, musgos y líquenes. La mayor parte de las partes bajas es herbazal y en algunos casos brezos, principalmente Calluna vulgaris.
Plantas leñosas: no existen bosques nativos en las islas Feroe, y solo unas cuantas plantas leñosas se desarrollan. Hallazgos de troncos y ramas Betula pubescens en el suelo, datan de 2300 a. C., y la abundancia de polen de Corylus en capas profundas, sugieren que al menos algunos bosquecillos de abedul y de avellanos estuvieron presentes en las islas Feroe, anterior al asentamiento humano .
4 especies de sauces aún están presentes en las Islas Feroe: Salix herbacea es muy común en las montañas, pero las otras 3 especies: Salix phylicifolia, Salix lanata y Salix arctica se pueden encontrar en pocos lugares, debido al intenso pastoreo de los animales. Solamente el siempreverde, Juniperus communis (en una forma enana) crece naturalmente en las Islas Faroe, y pequeñas poblaciones en todas las islas, sin embargo por alguna razón el enebro es muy común en la isla Svínoy. 

## Especies introducidas
El extremo clima oceánico, con vientos azotantes dispersando vastas cantidades de sal marina en el aire, lo hacen en muy inconveniente para los árboles. Unas pocas especies de Sudamérica han sido introducidas desde los 1970's, una sobresaliente por su belleza y por haber resistido las fuertes tormentas y los veranos frescos es Araucaria araucana de Chile y Argentina. Árboles de Tierra del Fuego: Drimys winteri, Maytenus magellanica, Embothrium coccineum, Nothofagus antarctica, Nothofagus pumilio, y Nothofagus betuloides, han prosperado también, en este clima frío oceánico. En 1979, 6000 pequeñas plantas de Nothofagus fueron transportadas desde Tierra del Fuego a las Feroe, haciéndola la más grande población de Nothofagus en Europa. Especies de la línea costera e islas de Alaska han adaptado también en las Islas Feroe, especialmente Pinus contorta, Picea sitchensis, Salix alaxensis, Populus trichocarpa y Alnus sinuata. El más grande árbol de Pino de Alaska (Pinus contorta) en Europa (en anchura, no en altura), se encuentra en la plantación de Selatrað en las Feroe. 
Generalmente, especies de clima oceánico de las costas del sur de Alaska, Nueva Zelanda, Tierra del Fuego y Tasmania, son adaptables en Feroe, mientras que especies del más acentuado clima continental de Escandinavia y Europa no muestran esa virtud debido a su intolerancia a los fuertes vientos y la falta de calor en verano.

## Lecturas relacionadas
- Carsbergfondet, Copenhague. Botany of the Faeröes, Based Upon Danish Investigations. Copenhague: Nordiske Forlag, 1901.
- Degelius, Gunnar. Notes on the Lichen Flora of the Faroe Islands. 1966.
- Irvine, David E. G., Ian Tittley, W. F. Farnham, Peter W. G. Gray, and James H. Price. Seaweeds of the Faroes. London: British Museum (Natural History), 1982.
- Lewinsky, Jette, and Jóhannes Jóhansen. The Vegetation and Bryophyte Flora of the Faroe Islands (Denmark) Excursion Guide. Berlín: XIV International Botanical Congress, 1987.

- Datos: Q964514
- Multimedia: Flora of the Faroe Islands / Q964514